# Жаны-Сырт
Жаны-Сырт (кирг. Жаңы-Сырт) — село в Кадамжайском районе Баткенской области Кыргызстана. Входит в состав айылного аймака Бирлик.

## География
Село расположено в восточной части области, на расстоянии приблизительно 45 километров (по прямой) к юго-западу от города Кадамжай, административного центра района.

## История
Населённый пункт получил статус села 2 августа 2019 года.

## Население
Согласно оценочным данным Национального статистического комитета Кыргызской Республики, численность населения села на начало 2023 года составляла 615 человек.
| год     | 2020 | 2021 | 2023 |
| ------- | ---- | ---- | ---- |
| человек | 566  | 586  | 615  |